# 綿ヶ滝
綿ヶ滝（わたがたき）は、石川県白山市下吉谷町の手取川の断崖にかかる落差32メートルの滝。景観が美しく手取川流域を代表する景勝地の一つ。
水量が多い時の水飛沫が、綿の舞っているように見える事から名付けられた。

## 地質
手取川本流は新第三紀中新世の火山岩類を強く下方侵食し黄門橋から対山橋までに及ぶ延長約8キロメートル、高さ20〜30メートルの手取峡谷を形成した。一方で綿ヶ滝の水源となっている支流・駿馬川は下方侵食が本流のそれより弱かった為、合流部で断崖を流れ落ちる滝となった。

## アクセス
綿ヶ滝いこいの森の駐車場から階段下り120段ほどの遊歩道を進む。
公共交通　- 北鉄白山バスの下吉野または下吉谷バス停から徒歩10分。